# Juan Direction
O Juan Direction é um reality show no estilo documentário que é ao ar nas Filipinas pelo TV5 Philippines.

## Os Apresentadores

### Principais Apresentadores
- Brian Wilson
- Charlie Sutcliffe
- Daniel Marsh[1]
- Henry Edwards
- Michael McDonnell

### Apresentadores Periódicas
- Keys Cosido
- Matt Edwards